# Autowaloryzacja
Autowaloryzacja – dążenie do obrony, podtrzymania lub podniesienia samooceny. Dążenie do podniesienia samooceny jest głównym motywem związanym ze schematem ja. Większość zdrowych ludzi tak przetwarza informacje, żeby własna osoba jawiła się w pozytywnym świetle. Dwa pozostałe motywy, pod których wpływem jest przetwarzanie informacji o sobie, to dążenie do adekwatności samooceny (samopoznanie), dążenie do spójności samooceny (autoweryfikacja). 
W większości przypadków dążenie do pozytywnej samooceny wpływa na selektywne przetwarzanie informacji. Niekiedy jednak jest motywem podjęcia rzeczywistych działań, których celem jest podniesienie swoich walorów.
Typowymi objawami tendencji do autowaloryzacji są:
- tworzenie pozytywnych – pochlebnych sądów na własny temat;
- dążenie do sukcesów i unikanie porażek;
- przekonanie o tym, że nasze wady są powszechne i zwyczajne, a nasze zalety wyjątkowe i rzadkie (świadomość swoich wad jest cechą pozytywną);
- skłonność do oceniania siebie na ważnych wymiarach zdecydowanie powyżej średniej dla populacji. (Zobacz też: iluzja ponadprzeciętności);
- przekonanie, że jesteśmy znacznie lepsi pod względem moralnym lub sprawnościowym od przeciętnej osoby (dobroć, inteligencja, sprawność seksualna, ciepło emocjonalne, odwaga itp.);
- swoje sukcesy przypisujemy zwykle sobie, porażki okolicznościom (zobacz też: tendencja samoobronna);
- posiadane przez nas zalety uważamy za ważniejsze niż inne cechy osobowości (pozytywne myślenie);
- dążenie do korzystnej autoprezentacji;
- korzystne porównywanie się z innymi (tak zwane porównywanie się w dół).

## Przyczyny autowaloryzacji
Dlaczego ludziom zależy na dobrym myśleniu o sobie? Czemu dążą raczej do wysokiej niż przeciętnej lub niskiej samooceny? Jest kilka teorii, próbujących wyjaśnić fenomen dążenia do wysokiej samooceny:
- jest ona socjometrem;
- motywuje;
- chroni przed lękiem;
- utrzymuje przekonanie, że jesteśmy w stanie sprostać podstawowym wymaganiom, jakie stawia nam życie; świadomość tego sprawia, że możemy poczuć się zrelaksowani, niepokój staje się bardziej bezpodstawny;
- sprawia, że ufamy we własne możliwości, jesteśmy przekonani co do kompetencji swego umysłu.

W przypadku samooceny zachodzi sprzężenie zwrotne. Istnieje wiele cech składających się na poczucie własnej wartości, np. asertywność, niezależność, samoakceptacja, wewnętrzna spójność. Im w większym stopniu bliskie są nam te cechy, tym wyższa samoocena. Im wyższa samoocena, tym przejawiamy w większym stopniu powyższe cechy. Im bardziej utożsamiamy się z asertywnym zachowaniem (lub inną cechą korelującą z wysoką samooceną), tym bardziej przybliżamy do wysokiego poczucia własnej wartości. Im bardziej przybliżamy się do wysokiego poczucia własnej wartości, tym bardziej ujawnia się samoakceptacja (lub inna cecha korelująca z wysoką samooceną). 

## Autowaloryzacja jako negatywna postawa
Autowaloryzacja może mieć także negatywne znaczenie. Może być to objaw egoizmu, potocznego "wywyższania się", czy też "uważania się za lepszego", poprzez nieuzasadnione podnoszenie własnej wartości, aby "poczuć się lepszym".